# 河海大学出版社
河海大学出版社是中华人民共和国的一家出版社，成立于1986年，社址位于江苏省南京市，由中华人民共和国教育部主管，河海大学主办。